# Уинсор (Калифорния)
Уинсор (англ. Windsor) — город в прибрежном округе Сонома в штате Калифорния в Соединённых Штатах Америки.
Согласно данным переписи населения США 2020 года число жителей города 
составляло 26 344 человека, что, для такого небольшого населённого пункта, заметно меньше (− 1.7%), чем было во время предыдущей переписи проводившейся в 2010 году (26 801 человек), но в целом за первую четверть XXI века население города выросло (22 744 человек в 2000 году).

## История
В доколумбову эпоху место, которое сейчас занимает город Уинсор, изначально было заселено коренными американцами разговаривавшими на южном помо. Оно было известно как Tsoliikawai, что буквально означает «поле черных дроздов»; это название также применялось и к деревне и к племени индейцев живших в ней.

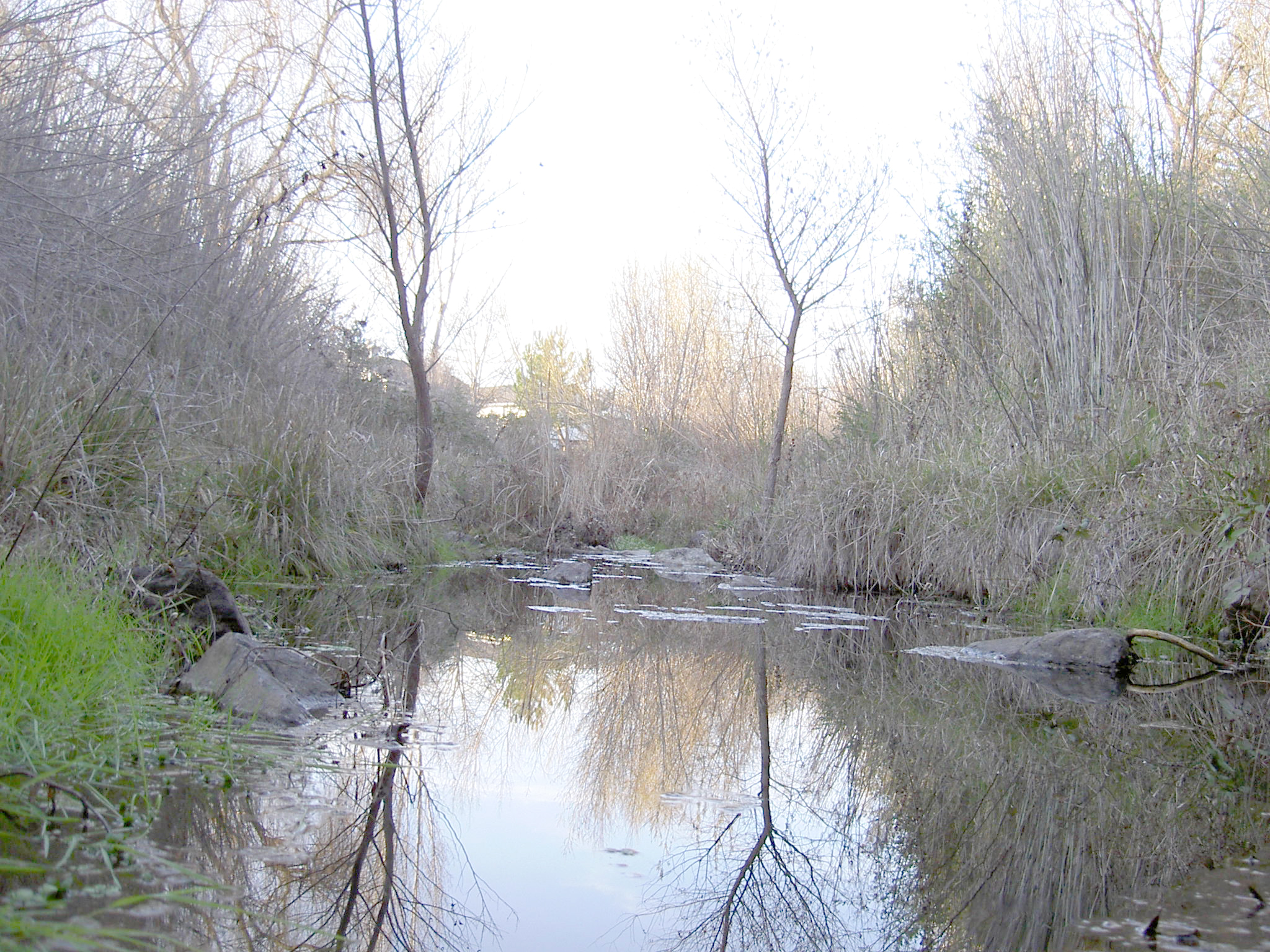
Уинсор-Крик

Первые европейские поселенцы — основатели Уинсора прибыли сюда в 1851 году. В 1855 году в Уинсоре было открыто первое отделение Почтовой службы США, и Хирам Льюис, курьер из Pony Express, стал первым почтмейстером. Он назвал новое поселение «Windsor», потому что он напомнил ему о землях вокруг Виндзорского замка из его родной Англии. 
В 1856 году в Уинсоре было построено коммерческое предприятие, включавшее в себя магазин товаров, обувной магазин, продуктовый и мясной рынок, салун, отель, пансионат и два кондитерских магазина. Северо-западная Тихоокеанская железная дорога прошла через Уинсор в 1872 году, обеспечив, благодаря новой станции, комфортное грузопассажирское сообщение с областью залива Сан-Франциско.

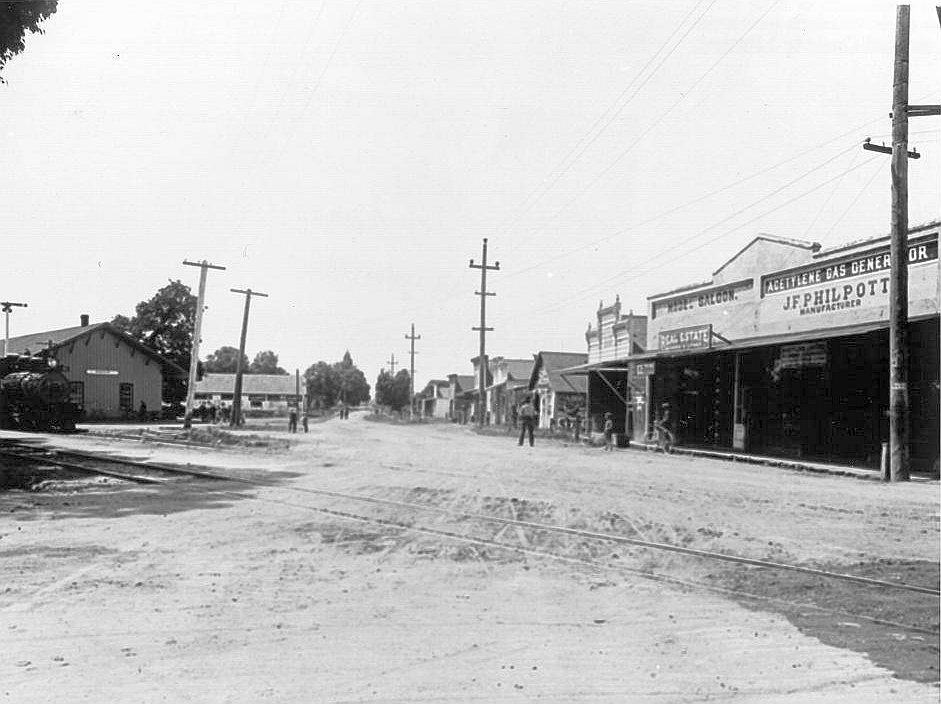
Уинсор в 1900 году

21 мая 1905 года сильный пожар почти полностью уничтожил центр Уинсора. Раздуваемый сильным ветром, огонь уничтожил несколько предприятий, включая отель и парикмахерскую. По оценкам специалистов ущерб составил около 30 000 долларов (по тем временам очень значительная сумма).
В 1906 году Великое землетрясение в Сан-Франциско нанесло серьезный ущерб многочисленным зданиям в Уинсоре, многие из которых все ещё находились в процессе ремонта после пожара 1905 года. Но поселенцы не покинули город и продолжили реконструкцию с учетом местных угроз.
В 1915 году шоссе через Уинсор было заасфальтировано; до этого добираться до поселения можно было только по грунтовке.

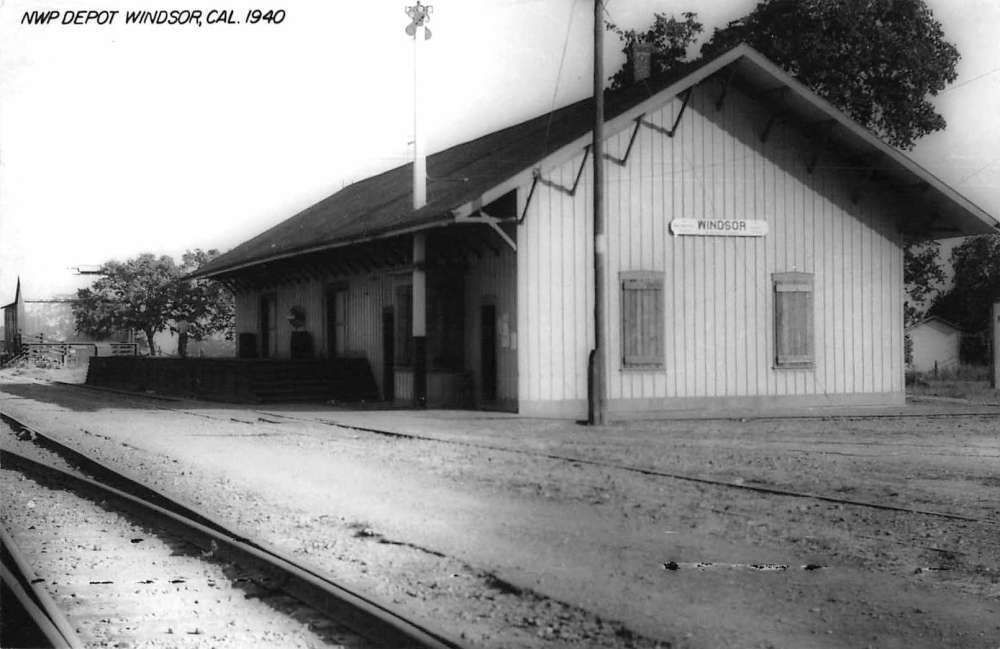
Уинсор (станция), 1940

Во время Второй мировой войны недалеко от поселения была построена учебная авиабаза ВВС США и над домами часто летали военные самолёты. В 1943 году к западу от центра Уинсора, на месте бывшего трудового лагеря для мигрантов, был построен лагерь для немецких военнопленных. Лагерь был филиалом гораздо более крупного лагеря для военнопленных находящегося близ Кэмп-Бил. Те, кто был направлен в лагерь, работали (за 80 центов в день) на фермах в округе, собирая яблоки, чернослив, хмель и другие культуры, упаковывая яблоки и выполняя подобную работу.
Район Виндзора вырос в пять раз в 1980-х годах, поскольку цены на недвижимость и землю здесь были значительно меньше, чем в близлежащей Санта-Розе, а путь до неё по автостраде занимает время в пределах погрешности. Местная экономика перешла от сельскохозяйственных работ, в основном связанных с виноградом, к услугам, которые обслуживали транспорт и жителей новых жилых районов; по сути сообщество стало превращаться в спальный район. 

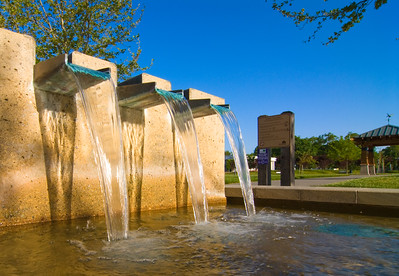
Фонтан в Уинсоре

Виндзор был включен в состав города. До этого он был частью неинкорпорированного округа Сонома.
1 июля 1992 года поселение было инкорпорировано и включено в реестр штата Калифорния, благодаря чему некорпоративное сообщество  официально получило статус города.
Жители города были обеспокоены небывалым ростом населения и в январе 1998 года избиратели одобрили двадцатилетнюю границу городского роста (UGA) с 72% голосов «за». В 2017 году UGA была продлена голосованием еще на 22 года. В итоге в 2020 году население даже уменьшилось на 1,7% в сравнении с 2010 годом.

## География
Город находится в 9 милях к северу от Санта-Розы и в 63 милях к северу от Сан-Франциско и находится в двух милях (3,2 км) от реки Рашен-Ривер, а через сам город протекает ручей Уинсор-Крик.
Согласно данным представленным Бюро переписи населения США, общая площадь города составляет 7,3 квадратных мили (19 км2), из которых только 0,34% приходится на водную поверхность.